# Barrage du Gordon
Pour les articles homonymes, voir Gordon.
Le barrage du Gordon (en anglais : Gordon Dam) est un barrage de Tasmanie sur le fleuve Gordon. Il est à l'origine du lac Gordon. 
Les travaux pour le barrage ont débuté en 1974 et se sont achevés 4 ans plus tard en 1978. 